# Shevchenkove (Bogodujiv)
Shevchenkove (en ucraniano: Шевченкове, en ruso: Шевченково, romanizado: Shevchenkovo) es un pueblo ucraniano perteneciente al óblast de Járkov. Situada en el norte del país, formaba parte del raión de Valky hasta 2020, aunque ahora es parte del raión de Bogodujiv y parte del municipio (hromada) de Shariv.  

## Geografía
El pueblo de Shevchenkove se encuentra a orillas del río Karamushina, junto a los pueblos de Petrenkove y Koverivka. 

## Historia
Shevchenkove fue fundado como el pueblo de Bolgar (en ucraniano: Болгарь) en 1695.
En la década de 1920 y principios de la década de 1930, se produjo una ola de cambios de nombre de una parte significativa de los asentamientos en el óblast de Járkiv, a nombres "revolucionarios" y el nombre de este pueblo fue cambiado a Shevchenkove. En el territorio de Ucrania hay 64 asentamientos con el nombre de Shevchenkove.

## Infraestructura

### Transporte
La carretera M03 (E40) está a 4 km y la estación de tren de Hvorostov está a 3 km.